# Marie la Misère
Pour plus de détails, voir Fiche technique et Distribution.
Marie la Misère est un film français de Jacques de Baroncelli sorti en 1945.

## Synopsis
Marie est toujours attirée par la misère. Elle quitte un financier, Pierre, s'attache à un musicien méconnu, Philippe. Celui-ci, grâce à Pierre, atteint la réussite, elle l'abandonne, pour se mettre avec Georges, un jeune ingénieur ami de Philippe. Mais Pierre rend riche ce dernier, alors elle le quitte pour Édouard, un simple garçon d'ascenseur que Pierre fait nommer inspecteur. Elle revient alors à Philippe quand il est de nouveau sans argent et qu'elle peut lui servir d'égérie.

## Fiche technique
- Titre : Marie la Misère
- Réalisation : Jacques de Baroncelli
- Scénario et dialogues : Jean Féline
- Adaptation : Françoise Giroud
- Producteurs : J.M.Théry, Lucien Rappel
- Directeur de production : Jean Mugeli
- Assistant réalisateur : Henri Lepage
- Directeur de la photographie : Pierre Montazel
- Montage : Jeannette Berton
- Responsable des décors : Pierre Marquet
- Son : Louis Perrin
- Musique : Bruno Coquatrix
- Société de production : Centra Cinéma
- Distribution : Compagnie Parisienne de Location de Films (Gaumont)
- Format : Noir et blanc - Son monophonique
- Pays :  France
- Genre : Drame
- Durée : 95 minutes
- Tournage : février-mars 1945 aux Studio des Buttes Chaumont + ext. Magasins réunis (avenue des Ternes), Le Vésinet.
- Date de sortie : 
  - France - 3 octobre 1945

## Distribution
- Madeleine Sologne : Marie Desnoyers
- Pierre Renoir : Pierre Desormes
- Paul Meurisse : Édouard Martin
- Raymond Pellegrin : Georges
- Ginette Roy : Gigi
- Jean Mercanton : Philippe Gaudin
- Jacques Pills
- Palmyre Levasseur
- Paul Ollivier : Maître Poitou, l'huissier
- Robert Moor
- Maurice Salabert
- Jean Rozenberg
- François Joux
- Georges Gosset
- Jacques Lambrun

## Critique
Georges Sadoul écrit : « Ces deux vétérans [il parle aussi du film La Route du bagne de Léon Mathot] ne sont-ils pas victimes des conditions actuelles de la production française qui oblige les réalisateurs à accepter des histoires stupides, achetées à la foire aux puces des scénarios ?
Après L'Invité de la onzième heure, le Mystère Saint-Val et J'ai dix-sept ans, voici un triste début de saison pour le cinéma français, qui commence à présenter les premiers films réalisés depuis la Libération ».
"La poésie, la fantaisie, la légèreté sont bien certainement ce qui manque le plus à ce film, dont le moins que l'on puisse dire est qu'il n'est rien de plus qu'une comédie semblable à tant d'autres que l'on a vues et que l'on verra encore sur les écrans sans ennui, sans plaisir véritable" (René Jeanne, France au combat, 11 mai 1945). 
"Une comédie-bouffe dont on a fait un mélodrame de rien du tout. Un film qui témoigne de la mauvaise influence de la Vie de bohème sur les âmes simples" (Simon Dubreuilh, France Soir, 9 oct. 1945). 
"On ne peut dire du film s'il est bon ou mauvais, il est difficile de n'y pas dormir par moments. Les images se déroulent indifférentes aux yeux des spectateurs médusés. Il y a de mauvais films que l'on peut discuter, celui-c est indiscutable, il est absolument nul." (XXème siècle, 18 oct. 1945). 
"Un film qui ne quitte pas un instant le processus théâtral. La pièce filmée continue ses méfaits ; elle contribue patiemment à tuer l'originalité cinématographique sans pour cela gêner l'art du théâtre, bien au contraire" (J. Coty, Cité soir, 6 août 1945). 
"L'insondable niaiserie de celui-ci a quelque chose d'humiliant pour le spectateur qui est contraint de le subir. Il suppose de la part de ceux qui l'ont fait et financièrement soutenu un singulier mépris du public (...). Les interprètes, en tous cas, ne sont pas en cause ; le fait même qu'ils n'apportent à leur rôle aucune conviction plaide même en leur faveur" (V., L'Écran français, 10 oct. 1945). 